# Konstantin Heide
Konstantin Günter Georg Heide (Kirchheim bei München, Alemania, 27 de enero de 2006) es un futbolista alemán que juega de portero en el SpVgg Unterhaching de la 3. Liga.

## Trayectoria
Es canterano del Kirchheimer SC desde los 3 años, antes de pasar a la cantera del SpVgg Unterhaching en 2016. Fue ascendido al primer equipo para la temporada 2023-24 en la 3. Liga. Debutó como profesional con el Unterhaching en una derrota por 1-0 en la 3. Liga ante el MSV Duisburgo el 7 de octubre de 2023.

## Selección nacional
Fue convocado por primera vez para representar a Alemania sub-16 en octubre de 2021. Formó parte de la selección sub-17 de Alemania que ganó el Campeonato Europeo Sub-17 de la UEFA 2023. Volvió a ser convocado con la sub-17 para la Copa Mundial de Fútbol Sub-17 de 2023. Su primer partido en el torneo fue la semifinal contra la favorita del torneo Argentina el 28 de noviembre de 2023 después de que el portero titular Max Schmitt cayera enfermo, que terminó como 3-3 en el tiempo reglamentario. En la siguiente tanda de penales, detuvo dos para ayudar a Alemania a ganar por 4-2 y alcanzar la final, siendo nombrado mejor jugador del partido. También fue titular en la final y, tras un empate a 2-2 en el tiempo reglamentario, volvió a detener 2 penales para que Alemania ganara el Mundial sub-17 y otro premio al hombre del partido para él.

## Estadísticas

### Clubes
Actualizado al último partido disputado el 23 de octubre de 2024.
| SpVgg Unterhaching · Alemania         | 3.ª           | 2023-24       | 3  | 3  | — | — | — | — | 3  | 3  |
| SpVgg Unterhaching · Alemania         | 3.ª           | 2024-25       | 11 | 22 | — | — | — | — | 11 | 22 |
| SpVgg Unterhaching · Alemania         | Total club    | Total club    | 14 | 25 | 0 | 0 | 0 | 0 | 14 | 25 |
| Total carrera                         | Total carrera | Total carrera | 14 | 25 | 0 | 0 | 0 | 0 | 14 | 25 |
| (1) Hace referencia a goles encajados |               |               |    |    |   |   |   |   |    |    |

## Palmarés

### Campeonatos internacionales
| Título                        | Selección         | Sede      | Año  |
| ----------------------------- | ----------------- | --------- | ---- |
| Copa Mundial de Fútbol Sub-17 | Alemania (sub-17) | Indonesia | 2023 |